# 丹比站

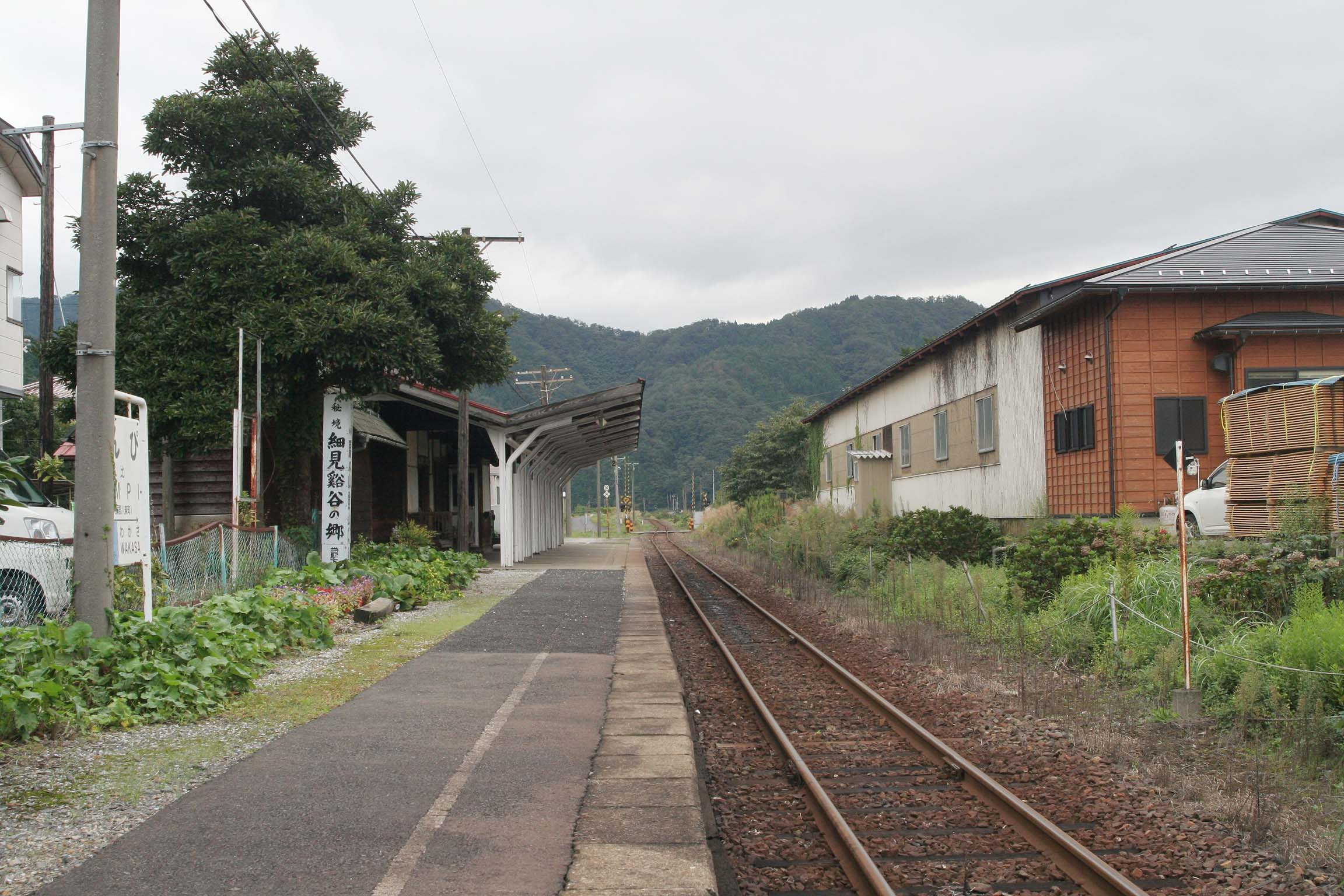
站內（2007年10月1日）

丹比站（日语：／ Tampi eki */?）是位於鳥取縣八頭郡八頭町南字小判，若櫻鐵道若櫻線的車站。
此站是日本唯一最尾的讀音為「ぴ」（Pi）之車站。

## 歷史
- 1930年（昭和5年）12月1日 - 日本國有鐵道若櫻線隼站至若櫻站之間開通，此站啟用。當時為旅客、貨運車站。
  - 當時車站地址為鳥取縣八頭郡丹比村南字小判。
  - 1959年（昭和34年）5月15日 - 隨著八東町成立，車站地址變為鳥取縣八頭郡八東町南字小判。
- 1974年（昭和49年）10月1日 - 結束貨運業務。
- 1987年（昭和62年）
  - 4月1日 - 伴隨國鐵分割民營化，車站由西日本旅客鐵道（JR西日本）營運。
  - 10月14日 - 若櫻線由若櫻鐵道繼承[1]。
- 2005年（平成17年）3月31日 - 隨著八頭町成立，車站地址變為鳥取縣八頭郡八頭町南字小判。
- 2008年（平成20年）7月23日 - 登錄成為有形文化財。

## 車站構造
車站是一座地面車站，設有1面1線的單式月台。前往若櫻方向的列車會開啟左邊車門。廁所位於檢票口內，為男女共用的濕廁。車站大樓和月台在1930年（昭和5年）建成，在2008年（平成20年）登錄為國家登錄有形文化財。
曾經在車站大樓對面設有較長的側線（連接上行和下行線兩方向），該側線曾經用作芯片廠的貨物側線，不會用作旅客列車交會。另外，車站大樓一方設有1條較短的貨物側線（從若櫻一方分支，設有止衝檔）和小型貨棚。
另外車站大樓內設有美容院，該商店被委托負責發售車票，因此此站為簡易委託車站。

## 使用狀況
以下為近年一日平均上下車人次列表：
| 上下車人次變化 | 上下車人次變化 |
| 年度           | 1日平均人次    |
| -------------- | -------------- |
| 2011年         | 205            |
| 2012年         | 174            |
| 2013年         | 244            |
| 2014年         | 216            |
| 2015年         | 79             |
| 2016年         | 71             |
| 2017年         | 101            |
| 2018年         | 102            |

## 車站周邊
- 八頭町公所 八東廳舍
- 郡家警署（日语：郡家警察署） 南駐在所
- 丹比郵局
- 鳥取銀行
- 山陰合同銀行
- 八頭町立八東中學（日语：八頭町立八東中学校）
- 八頭町立丹比小學（日语：八頭町立丹比小学校）
- TOSC（日语：トスク (鳥取県)） 丹比店
- 米利（日语：コメリ）Heart & Green 八東店
- 國道29號（日语：国道29号）
- 國道482號（日语：国道482号）
- 鳥取縣道6號津山智頭八東線（日语：岡山県道・鳥取県道6号津山智頭八東線）
- 鳥取縣道37號岩美八東線（日语：鳥取県道37号岩美八東線）
- 鳥取縣道270號德丸富枝線（日语：鳥取県道270号徳丸富枝線）

## 巴士路線
日本交通巴士
- 若櫻站前 - 若櫻車庫 / 郡家站 - 津之井站 - 鳥取站前

## 相鄰車站
若櫻鐵道
若櫻線
德丸－丹比－若櫻

## 注腳
1. ↑  . NHK新聞 (NHK全球媒體服務). 1987-10-14.
2. ↑  《シーナリィガイド》河田耕一，機藝出版社，1974年，p.180-188「若櫻線」（原本資料原自《鉄道模型趣味》No.277、278，1971年7、8月號）
3. ↑  国土数値情報　駅別乗降客数データ  （页面存档备份，存于）（日語） - 國土交通省，2021年3月10日參閲

## 外部連結
- 沿線各站情報 - 若櫻鐵道株式會社 （页面存档备份，存于）（日語）